# Klokova
Klokova (řecky Κλόκοβα) je hora v Řecku, vysoká 1038 m n. m. Nachází se na území regionální jednotky Aitólie-Akarnánie v kraji Západní Řecko. Solitérní hora nápadně kuželového tvaru se tyčí nad pobřežím Patraského zálivu západně od města Antirrio a na jejím úpatí protéká řeka Evinos. Svahy jsou porostlé starými duby. Na horu vede pěší i cyklistická stezka z vesnice Riza a její vrchol nabízí výhled až na ostrov Ithaka. 
Název Klokova je doložen z dob nadvlády Benátčanů a pochází pravděpodobně ze slova κρόκος (šafrán). Hora je známa také jako Paliovuna a Kaki Skala, v antických dobách se jmenovala Tafiasos. Nacházelo se zde město Makynea, které bylo součástí Aitólského spolku. Podle mytologie byl na svahu hory Héraklem zabit zrádný kentaur Nessos. Zdejší sirnaté prameny vulkanického původu podle pověsti vyvěrají z kentaurova hrobu. 
Na vrcholu Klokovy byly instalovány větrné turbíny. V roce 2017 byl otevřen 2800 m dlouhý tunel procházející horou, který automobilistům zkrátil cestu z Janiny do Pater, jež je součástí evropské silnice E55.